# Krishna Ahooja-Patel
Krishna Ahooja-Patel (* 15. März 1929 in Amritsar, Indien; † 27. Dezember 2018 in der Nähe von Ottawa, Kanada) war eine indische Gewerkschafterin, Frauenrechtlerin, Publizistin und Pazifistin, die in verschiedenen Organisationen der Vereinten Nationen (UNO) tätig war.

## Leben
Krishna Ahooja-Patel wurde 1929 als älteste von fünf Geschwistern im nordindischen Amritsar geboren. Die Familie gehörte dem Sikhismus und dem Hinduismus an. Ihre Mutter blieb zu Hause, ihr Vater war ein progressiv eingestellter Geschäftsmann. 1942 zog die Familie nach Bombay (heute Mumbai), wo sie als 13-jährige Schülerin eine Rede von Mahatma Gandhi hörte, dessen Ideen sie tief beeindruckten.
Von 1947 bis 1962 lebte Ahooja-Patel in Großbritannien, wo sie Jura studierte und für die BBC arbeitete. Sie heiratete einen indischen Journalisten, der ebenfalls für die BBC arbeitete und von dem sie sich später scheiden ließ. Von 1962 bis 1987 arbeitete sie bei der Internationalen Arbeitsorganisation (ILO), einer Sonderorganisation der Vereinten Nationen, für die sie zunächst als rechtliche Beraterin in Äthiopien tätig war und später nach Genf wechselte. 1974 repräsentierte sie die ILO bei einer Konferenz zum Thema Frauen und Bildung in Cambridge und war daraufhin bei der ILO für die Belange der weiblichen Arbeiterinnen zuständig. 1977 bis 1987 gab sie die Zeitschrift Women's Network heraus.
In den 1990er-Jahren war Ahooja-Patel stellvertretende Leiterin des Internationalen Forschungs- und Ausbildungsinstitut zur Förderung der Frau (INSTRAW) in der Dominikanischen Republik sowie Präsidentin des Women’s World Summit. 1995 reiste sie mit einem von der Women’s International League for Peace and Freedom (WILPF) organisierten „Friedenszug“ zur 4. UN-Weltfrauenkonferenz nach Peking und schloss sich der WILPF an.
Ab 2000 arbeiteten Ahooja-Patel und die WILPF daran, Resolution 1325 des UN-Sicherheitsrates in so viele Sprachen wie möglich zu übersetzen, um sie weltweit zu verbreiten und so den Druck auf die UN zu erhöhen, die Resolution auch tatsächlich umzusetzen. Die Resolution betont die wichtige Rolle von Frauen bei der Vermeidung und Lösung von Konflikten sowie bei Friedensprozessen. Weitere zentrale Themen der WILPF sind Friedenserziehung, Frauenrechte, Abrüstung sowie die Stärkung der UN. 2001 wurde Ahooja-Patel zur ersten nicht weißen Präsidentin der WILPF gewählt. Dieser Aufgabe widmete sie sich bis 2004.
2002 erlebte sie die Unruhen zwischen Hindus und Muslimen im indischen Bundesstaat Gujarat mit, bei denen über 1.000 Menschen getötet wurden. Daraufhin organisierte sie 2003 ein Seminar für Frieden und Versöhnung zwischen Hindus und Muslimen. Gemeinsam mit ihrem zweiten Ehemann leitete sie das Institute for Economic Justice and Development an der Gujarat University in Ahmedabad, Indien. Im Dezember 2004 wurde sie zur Präsidentin des NGO Committee on the Status of Women in Genf gewählt, einer Dachorganisation, der mehr als 35 internationale NGOs angehören. 2005 wurde Ahooja-Patel im Rahmen des Projekts 1000 Frauen für den Friedensnobelpreis für diesen nominiert.
Am 27. Dezember 2018 starb Krishna Ahooja-Patel nach kurzer Krankheit in einer Senioreneinrichtung in der Nähe von Ottawa, Kanada, wo sie die letzten Jahre ihres Lebens verbracht hatte.

## Zitat
Krishna Ahooja-Patel gilt als Urheberin des Zitats:

„Women are half of the world’s population, do two-thirds of the work, get one-tenth of the income, and are the owners of one per cent of the property.“

Frauen stellen die Hälfte der Weltbevölkerung, leisten zwei Drittel der Arbeit, bekommen ein Zehntel des Einkommens und besitzen ein Prozent des Vermögens.